# 伊布斯河

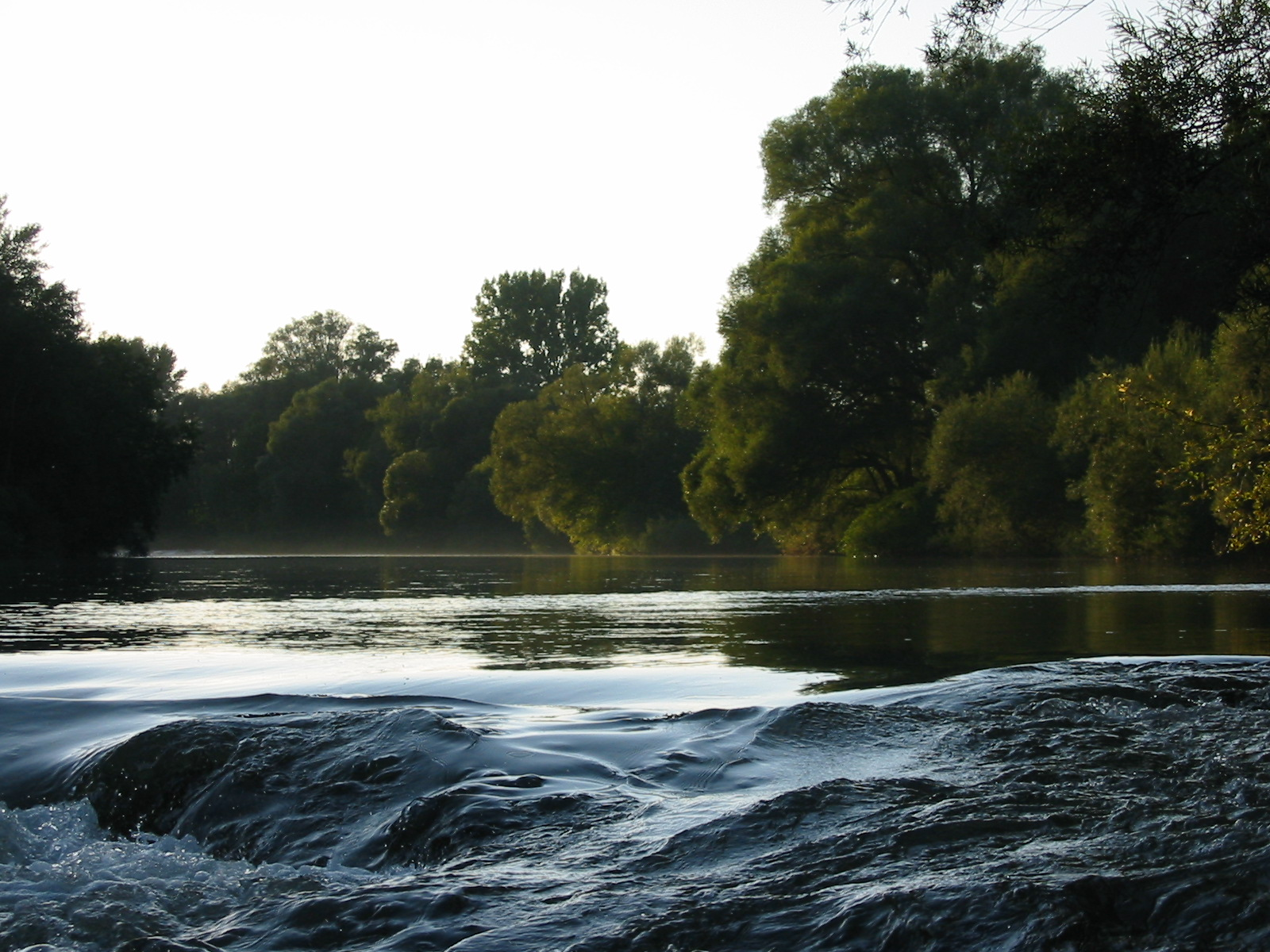

伊布斯河（德語：Ybbs，德語發音：[ˈɪps] ⓘ）是奧地利的河流，位於下奧地利州，屬於多瑙河的右支流，河道全長130公里，發源自瑪麗亞采爾附近，河道上建有水力發電廠。
47°45′37″N 15°12′19″E / 47.7603°N 15.2053°E